# Gorefield
Gorefield ist eine australische Thrash-Metal-Band aus Brisbane, die 2011 gegründet wurde.

## Geschichte
Die Band wurde im Jahr 2011 gegründet und besteht aus dem Schlagzeuger Danyn Andrew, dem Bassisten BJ und dem Sänger und Gitarristen Kurt Tickle. 2013 fungierte sie als Vorgruppe für Epica in Brisbane. Zur selben Zeit erschien das Debütalbum As Dawn Bleeds the Sky… in Eigenveröffentlichung. Später im Jahr war die Gruppe auf dem Steel Assissins in Sydney zu sehen. Das Album wurde im Februar 2014 über Tridroid Records wiederveröffentlicht.

## Stil
Brian Giffin ordnete die Band in seiner Encyclopedia of Australian Heavy Metal dem Old-School-Thrash-Metal zu. Robert von thesonicsensory.com bezeichnete die Musik von As Dawn Bleeds the Sky… als klassischen Thrash Metal. Die Band klinge durch die Big Four Metallica, Slayer, Anthrax und Megadeth beeinflusst, woraus moderner, geradliniger Thrash Metal entstehe, der jedoch klassisch klinge. James Bushnell von metal-observer.com rezensierte das Album ebenfalls und merkte an, dass der Bandname auf eine klassische Death-Metal-Band schließen lässt, jedoch handele es sich um klassischen Thrash Metal, dabei könne man alle US-amerikanischen Bands des Genres der späten 1980er bzw. frühen 1990er Jahre als Referenz nennen.

## Diskografie
- 2011: …This Is Gorefield (Demo, Eigenveröffentlichung)
- 2013: As Dawn Bleeds the Sky… (Album, Eigenveröffentlichung)